# Prince Charles (manzana)
Prince Charles es una variedad cultivar de manzano (Malus domestica).
Variedad de manzana híbrido procedente del cruce de 'Lord Lambourne' x 'Cox's Orange Pippin'. Criado entre 1940 y 1945 por Herbert Robinson, en la "Victorian Nurseries", Burbage Leicester Inglaterra (Reino Unido). Las frutas tienen una pulpa blanca cremosa y firme con un sabor dulce, ligeramente subácido y ligeramente aromático.

## Historia
'Prince Charles' es una variedad de manzana híbrido procedente del cruce como Parental-Madre de 'Lord Lambourne' y como Parental-Padre el polen procede de 'Cox's Orange Pippin'. Criado entre 1940 y 1945 por Herbert Robinson, en la "Victorian Nurseries", Burbage Leicester Inglaterra (Reino Unido).
'Prince Charles' se cultiva en la National Fruit Collection con el número de accesión: 1959-044 y Nombre de accesión: Prince Charles.

## Características
'Prince Charles' es un árbol vigoroso y extenso. Da fruto en espuelas. Produce cosechas ligeras listas para la cosecha en la primera mitad del primer período. Tiene un tiempo de floración que comienza a partir del 29 de abril con el 10% de floración, para el 5 de mayo tiene una floración completa (80%), y para el 12 de mayo tiene un 90% de caída de pétalos.
'Prince Charles' tiene una talla de fruto medio; forma globosa redondeada aplanada, altura 54.50mm y anchura 64.50mm; con nervaduras débiles; epidermis con color de fondo verde amarillo, importancia del sobre color medio, con color del sobre color lavado rojo brillante a través de la superficie expuesta al sol y marcado con franjas rojas más oscuras, "russeting" (pardeamiento áspero superficial que presentan algunas variedades) bajo; cáliz mediano y parcialmente abierto en una cubeta ligeramente empotrada; pedúnculo corto y de un grosor medio en una cavidad cubierta de "russeting" profunda y estrecha; carne de color crema, firme y crujiente, jugoso, dulce y ligeramente ácido y ligeramente aromático.
Su tiempo de recogida de cosecha se inicia a principios de septiembre. Se conserva bien durante dos meses en cámara frigorífica.

## Usos
Hace una muy buena manzana fresca de mesa.

## Ploidismo
Diploide, auto estéril. Es necesaria una polinización con variedades del Grupo de polinización: B, Día 5.

## Susceptibilidades
Algo susceptible al mildiu.